# 本を持つ青年の肖像 (ブロンズィーノ)
『本を持つ青年の肖像』（ほんをもつせいねんのしょうぞう、伊: Ritratto di giovane uomo con libro）は、1540年ごろにイタリアのマニエリスム期の画家、アーニョロ・ブロンズィーノが制作した板上の油彩画である。1929年以来、ニューヨークのメトロポリタン美術館に所蔵されている。
ブロンズィーノは、おそらく、詩集を開いている文学好きの友人を描いている。 ブロンズィーノ自身も詩を書いており、主題は真面目なものから卑猥なものまであった。本作には、テーブルと椅子に彫られた醜い頭部の彫刻や画面下部の青年のズボンの襞に見られる仮面のような顔が登場している。こうした表現は、肖像画と自己顕示に対する皮肉な批評として文学愛好家の間で高く評価されたと考えられている。